# Nienawiść (film 1995)
Nienawiść (fr. La Haine) – francuski film z 1995 roku w reżyserii Mathieu Kassovitza.

## Opis fabuły
Film opowiada historię mniejszości etnicznych zamieszkujących przedmieścia Paryża. Akcja filmu dzieje się tuż po autentycznych zamieszkach z policją, w których ciężko ranny zostaje jeden z mieszkańców. Akcja opowiada o najważniejszym dniu w życiu trójki jego przyjaciół - młodego Żyda Vinza, czarnoskórego Huberta i muzułmanina Saïda. Podczas interwencji policji na przedmieściach, jeden z policjantów zgubił pistolet, który odnajduje Vinz, co stanowi motyw przewodni filmu. Vinz wielokrotnie odgraża się, że jeśli jego przyjaciel umrze w szpitalu, w ramach zemsty i on zastrzeli policjanta, od czego próbuje go odwieść Hubert.

## Obsada
- Vincent Cassel – Vinz
- Hubert Koundé – Hubert
- Saïd Taghmaoui – Saïd
- Choukri Gabteni – brat Saïda
- Mathieu Kassovitz – młody skinhead